# Hawkwind (album)
Hawkwind è il primo album in studio della progressive rock band britannica Hawkwind, registrato nel 1970 e pubblicato nello stesso anno.

## Tracce
1. Hurry on Sundown – 4:50 –  (Brock/Hawkwind)
2. The Reason Is? – 3:30 –  (Brock/Hawkwind)
3. Be Yourself – 8:09 –  (Brock/Hawkwind)
4. Paranoia (part 1) – 1:04 –  (Brock/Hawkwind)
5. Paranoia (part 2) – 4:11 –  (Brock/Hawkwind)
6. Seeing It As You Really Are – 10:43 –  (Brock/Hawkwind)
7. Mirror of Illusion – 7:08 –  (Brock/Hawkwind)

Bonus tracks aggiunte nel 1996:
1. Bring It On Home – 3:18 –  (Willie Dixon)
2. Hurry on Sundown (Hawkwind Zoo demo) – 5:06 –  (Brock/Hawkwind)
3. Kiss of the Velvet Whip [aka Sweet Mistress of Pain] – 5:28 –  (Brock/Hawkwind)
4. Cymbaline – 4:04 –  (Roger Waters)

## Formazione
- Dave Brock - chitarra, tastiere, voce
- Nik Turner - sassofono, flauto, voce
- Huw Lloyd-Langton - chitarra, voce
- John A Harrison - basso, voce
- Dik Mik - sintetizzatore
- Terry Ollis - batteria